# Hongaarse klinkerharmonie en verlagende stammen
De Hongaarse klinkerharmonie en verlagende stammen zijn van belang bij de vorming van de uitgangen voor naamvallen, bij de vervoeging van werkwoorden en bij de woordvorming.
Klinkerharmonie (vocaalharmonie) is het verschijnsel dat het type klinkers in de woordstam en in de achtervoegsels (uitgangen) overeenstemmen volgens bepaalde regels. Het belangrijkste onderscheid is die in achter- en voorklinkers (deze laatste met of zonder lipronding)
De meeste Hongaarse woorden, zoals zelfstandige en bijvoeglijke naamwoorden en telwoorden, hebben een stabiele en onveranderlijke stam als er een uitgang achter wordt geplaatst. Als standaardregel wordt hiertoe ook de verlenging van de eindklinker van de stam gerekend van -a tot -á en van -e tot -é. 
Voorbeeld: macska = kat, a macskának (datief, 3de naamval) = aan/voor de kat;  a fekete = de zwarte, feketét(accusatief, 4de naamval) = de zwarte
Alternerende stammen zijn stammen die een andere vorm aannemen als en een uitgang achter geplaatst wordt, zoals een bezitsuitgang, een meervoudsuitgang of een naamvalsuitgang.
Voorbeelden: három = drie, hármat (accusatief) = drie, egér = muis, egerek (meervoud) = muizen; bokor = struik, bokrot (accusatief) = struik.
Verlagende stammen zijn stammen die, afgezien van de regels van de klinkerharmonie, ook invloed hebben op de keuze van de uitgangen, waardoor niet de standaarduitgangen gebruikt worden maar uitgangen met een verlaagde beginklinker. Het gaat hierbij om uitgangen met een niet-stabiele beginklinker. Zo zijn de bezitsuitgangen voor de eerste persoon enkelvoud ("mijn") standaard -om/-em/-öm, waar bij de keuze van de vorm het woord waarachter deze uitgang komt bepalend is, maar de vormen na verlagende stam zijn -am/-em. Iets vergelijkbaars geld voor de vorming van rangtelwoorden met behulp van de uitgangen -odik/-edik/-ödik; de verlaagde vormen zijn -adik/-edik.
Voorbeelden niet verlagend: barát = vriend, barátom = mijn vriend, bőrönd = koffer, bőröndök = koffers
Voorbeelden niet verlagend: fül = oor, fülem = mijn oor, orr = neus, orram = mijn neus, három = drie, harmadik = derde.
Er is een grote overlap tussen de groepen van de alternerende en de verlagende stammen: veel alternerende stammen zijn tevens verlagend, maar niet alle. Er zijn ook niet-alternerende, verlagende stammen.

## Klinkerharmonie
| Klinkercategorieën en klinkerharmonie | Klinkercategorieën en klinkerharmonie                                                                 | Klinkercategorieën en klinkerharmonie                                                                 |
| --- | --- | --- |
| Bij het gebruik van uitgangen worden achter- en voorklinkers onderscheiden; de voorklinkers kunnen weer gesplitst worden op grond van lipronding. | | |
| 1. achterklinkers (lage klinkers) - kort: a, o, u, - lang: á, ó, ú                                                                                | 2. voorklinkers (hoge klinkers) (overige klinkers) in veel gevallen is er ook nog een onderscheid in: | 2. voorklinkers (hoge klinkers) (overige klinkers) in veel gevallen is er ook nog een onderscheid in: |
| 1. achterklinkers (lage klinkers) - kort: a, o, u, - lang: á, ó, ú                                                                                | 2a. zonder lipronding: ("neutrale" klinkers) - kort: e, i, - lang: é, í                               | 2b. met lipronding: - kort: ö, ü, - lang: ő, ű                                                        |

Bij de Hongaarse klinkerharmonie (vocaalharmonie) zijn de klinkers ingedeeld naar de tongstand en klinkerronding. De klinkerharmonie speelt een belangrijke rol bij de toepassing van de uitgangen bij de verbuiging van naamwoorden (zoals voor de naamvallen), bij de vervoeging van werkwoorden en bij de woordvorming. Vocaalharmonie is de "tendens tot overeenstemming van het type klinkers in de woordstam en in de uitgang".
Klinkerharmonie binnen een oorspronkelijk Hongaars houdt twee zaken in:
- De klinkers van een enkelvoudig woord zijn in beginsel alle voorklinkers of alle achterklinkers.
- Het gebruik van uitgangen hangt af van de (laatste) klinker van de stam waaraan de uitgang worden toegevoegd. Ook bij samengestelde woorden en woorden van buitenlandse oorsprong is de klinker van de laatste lettergreep bepalend.

## Enkelvoudige en samengestelde woorden
Bij oorspronkelijk Hongaarse enkelvoudig woorden zijn de klinkers in beginsel alle voorklinkers of alle achterklinkers. De "neutrale" klinkers «e», «é», «i» en «í» (voorklinkers zonder lipronding) kunnen binnen de regels van de klinkerharmonie zowel in woorden met voor- als achterklinkers voorkomen.
Voorbeelden woorden met neutrale klinkers: csikó = veulen; játék = speelgoed; hideg = koud; szomszéd = buurman; szándék = intentie, opzet.
Bij het gebruik van uitgang wordt de vormvariant (allomorf) gekozen, die past bij het woord waarachter deze worden geplaatst.
Voorbeelden woorden met achterklinkers: fodrászhoz (allatief) = naar de kapper; találkozunk (vervoeging 1ste pers. mv. tegenwoordige tijd) = wij ontmoeten,
Voorbeelden woorden met voorklinkers: csütörtökönte (distributief-temporalis) = iedere donderdag; üdvözlettel (instrumentalis) = met achting
Voor samengestelde woorden wordt voor de regel van de klinkerharmonie bij het gebruik van uitgangen slechts het laatste deel genomen.
Voorbeelden: Buda + Pest → Budapest, dus: Budapestre (sublatief) = naar Boedapest; fő + város → főváros = hoofdstad, dus: fővárosnak (datief) = aan/van de hoofdstad.
In leenwoorden is meestal de laatste lettergreep bepalend, maar er zijn soms ook uitzonderingen op de regel van klinkerharmonie: niet altijd bepaalt de laatste lettergreep voor de achtervoegsel welke klinker gebruikt moet worden.
Voorbeelden: sofőrök (meervoud) = chauffeurs, Amszterdamban (inessief) = in Amsterdam; szaniternek (datief) = aan/van sanitair)

## Klinkerharmonie en uitgangen
| Hongaarse naamvallen en uitgangen | Hongaarse naamvallen en uitgangen | Hongaarse naamvallen en uitgangen | Hongaarse naamvallen en uitgangen   |
| naamval, uitgang of suffix        | standaard- vorm                   | na een verlagende stam            | na klinker van niet-verlagende stam |
| --------------------------------- | --------------------------------- | --------------------------------- | ----------------------------------- |
| ablatief                          | -tól,-től                         | -tól,-től                         | -tól,-től                           |
| accusatief                        | -ot,-et,-öt                       | -at,-et                           | -t                                  |
| adessief                          | -nál,-nél                         | -nál,-nél                         | -nál,-nél                           |
| allatief                          | -hoz,-hez,-höz                    | -hoz,-hez,-höz                    | -hoz,-hez,-höz                      |
| associatief, sociatief            | -ostul,-estül,-östül              | -astul,-estül                     | -stul,-stül                         |
| causalis- finalis                 | -ért                              | -ért                              | -ért                                |
| datief                            | -nak,-nek                         | -nak,-nek                         | -nak,-nek                           |
| delatief                          | -ról,-ről                         | -ról,-ről                         | -ról,-ről                           |
| distributief                      | -onként,-enként,-önként           | -anként,-enként                   | -nként                              |
| distributief                      | -onkint,-enkint,-önkint           | -ankint,-enkint                   | -nkint                              |
| distributief- temporalis          | -onta,-ente,-önte                 | -onta,-ente,-önte                 | -nta,-nte                           |
| elatief                           | -ból,-ből                         | -ból,-ből                         | -ból,-ből                           |
| essief-modalis                    | -ul,-ül                           | -ul,-ül                           | -l                                  |
| formalis                          | -ként                             | -ként                             | -ként                               |
| formalis                          | -képp                             |                                   |                                     |
| formalis                          | -képpen                           |                                   |                                     |
| illatief                          | -ba,-be                           | -ba,-be                           | -ba,-be                             |
| inessief                          | -ban,-ben                         | -ban,-ben                         | -ban,-ben                           |
| instrumentalis, sociatief         | -val,-vel                         | -val,-vel                         | -val,-vel                           |
| multiplicatief                    | -szor,-szer,-ször                 | -szor,-szer,-ször                 | -szor,-szer,-ször                   |
| nominatief                        | ø                                 | ø                                 | ø                                   |
| sublatief                         | -ra,-re                           | -ra,-re                           | -ra,-re                             |
| superessief                       | -on,-en,-ön                       | -on,-en,-ön                       | -n                                  |
| temporalis                        | -kor                              | -kor                              | -kor                                |
| terminatief                       | -ig                               | -ig                               | -ig                                 |
| translatief                       | -vá,-vé                           | -vá,-vé                           | -vá,-vé                             |
| ø                                 | -ság,-ség                         | -ság,-ség                         | -ság,-ség                           |
| ø                                 | -szerű                            | -szerű                            | -szerű                              |

In het Hongaars zijn suffixen, achtervoegsels of uitgangen erg belangrijk, en kunnen verschillende functies vervullen. Hongaars is een "agglutinerende" taal: vaak kunnen meerdere uitgangen achter elkaar achter de stam van het woord worden geplaatst. Rekening houdend met de regels voor klinkerharmonie, worden uitgangen geplaatst achter de stam van verschillende woordsoorten, zoals werkwoord, zelfstandig naamwoord, bijvoeglijk naamwoord of telwoord. De achtervoegsels worden toegepast om de functie van een woord in de zin aan te geven. De belangrijkste uitgangen zijn: naamvallen, bezitsuitgangen en meervoudsuitgangen.
Soms is de uitgang onveranderlijk en is er een beginmedeklinker of een vaste beginklinker, maar veel Hongaarse uitgangen hebben echter vormvarianten (allomorfen): de vorm ervan varieert en is meestal afhankelijk van de fonologische omgeving waarin de suffix voorkomt. Ze voegen zich naar de klinkerharmonie en kunnen in principe alleen klinkers hebben van de klinkercategorie waartoe het voorafgaande woorddeel behoort. Dat houdt in dat verschillende varianten van een uitgang worden onderscheiden, die worden toegepast op grond van de klinkerharmonie. Daarbij speelt de aard van de stam en van de uitgang zelf een rol.

### Harmonische uitgangen
Bij veel uitgangen zijn er twee of drie vormvarianten (allomorfen), alle met gelijke betekenis maar met andere klinkers. De vormvariant die gebruikt moet worden hangt af van de woordstam waarachter de uitgang geplaatst wordt. Dit zijn de "harmonische uitgangen".
1. Bij  niet-harmonische vormen  is er slechts een vorm van de uitgang.
Maar ook als de stam eindigt op een klinker en de uitgang begint met een klinker, is er slechts één vorm van de uitgang omdat de beginklinker vervalt, zoals -ot/-et/-öt → -t, -unk/-ünk → -nk; bijvoorbeeld: hollót = raaf (accusatief), kesztyűm = mijn handschoen(en), kesztyűnk = onze handschoenen (possessief).
  - Een aantal uitgangen zijn onveranderlijk, zoals: -kor = om (temporalis), -ért = wegens, met het doel (causalis-finalis), -ig = tot (terminatief, plaats en tijd), en -é = die van ....
2. De  twee-harmonische vormen  komen veel voor. De keuze uit de twee alternatieve vormen hangt af van de klinkers in de stam waarachter deze wordt geplaatst.
Als de stam eindigt op een klinker en de uitgang begint met een instabiele klinker, vervalt deze laatste meestal.
Maar ook als de stam verlagend is en de uitgang begint met een klinker, dan "ontrondt" de beginklinker (zoals o → a, ö → e) bij een aantal  drie-harmonische vormen , bijvoorbeeld de bezitsuitgang -om → - am (possessief) en -öt → -et (accusatief), de uitgangen -ok → -ak en -ök → -ek (meervoud).
  - Voorbeelden zijn: -nek/-nak = voor, aan (datief), -val/-vel = met (associatief), -unk/-ünk = onze (possessief), maar de beginklinker vervalt bij stammen eindigend op een klinker zodat de uitgang wordt: -nk = onze (possessiefsuffix)
3. De  drie-harmonische vormen  komen ook veel voor. De keuze uit de drie alternatieve vormen hangt af van de klinkers in de stam waarachter deze wordt geplaatst.
  - Als de stam eindigt op een klinker en de uitgang begint met een instabiele klinker, kan deze laatste vervallen.
  - Uitgangen beginnend met een medeklinker (bijvoorbeeld -hoz/-hez/-höz (allatief) of -szor/-szer/-ször multiplicatief) zijn onveranderlijk.

### Instabiele of ontrondende beginklinkers
Drie-harmonische uitgang  zijn er in twee typen. Er zijn  drie-harmonische uitgangen  met een onveranderlijke  drie-harmonische uitgang , zoals: -hoz/-hez/-höz (allatief) = naar, -szor/-szer/-ször (multiplicatief) = -maal. De talrijke uitzonderingen daarop zijn de  drie-harmonische uitgangen  met instabiele beginklinker. Deze uitgang kan wijzigen als de stam verlagend is tot  twee-harmonische vorm , of de instabiele beginklinker kan vervallen als de stam een eindklinker heeft.
De instabiele beginklinker wordt in de meeste gevallen verlaagd na een verlagende stam, zoals bij sommige bezitsuitgangen, de uitgangen voor het accusatief (lijdend voorwerp) en de uitgangen voor het meervoud:
- -om/-em/-öm = mijn, dit wordt achter een verlagende stam: -am/-em; en achter een klinker: -m; -otok/-etek/-ötök = jullie, dit wordt achter een verlagende stam: -atok/-etek; en achter een klinker: -tok/-tek/-tök
- -ot/-et/-öt (accusatief), dit wordt achter een verlagende stam: -at/-et; en achter een klinker: -t
- -ok/-ek/-ök (meervoud), dit wordt achter een verlagende stam: -ak/-ek; en achter een klinker: -k

De instabiele beginklinker wordt slechts zelden niet verlaagd na een verlagende stam, zoals bij: -on/-en/-ön (superessief) = op, zoals achter een verlagende stam; echter achter een eindklinker van de stam vervalt de beginklinker van de uitgang: -n. De uitgang wordt echter wel in verlaagde vorm gebruikt bij de woordvorming van bijwoorden uit bijvoeglijke naamwoorden en wordt dan -an/-en.
Voorbeeld: a fal verlagende stam! = de muur, falon = op de muur
Voorbeeld: A boldog bijvoeglijk naamwoord ember = De gelukkige mens, boldogan bijwoord = gelukkig

### Bindvocalen
Vaak wordt de instabiele beginklinker van uitgangen "bindvocaal" genoemd, waarbij dan van de verkorte vorm van de uitgang wordt uitgegaan. De "bindvocaal" is dan -o-, -e-, -ö- of -a-. Dit is een andere manier om de verschijnselen te beschrijven.
Voorbeeld bezitsuitgang eerste persoon enkelvoud: -m, bindvocalen meestal -e-, -o-, -ö-, soms -a-,
zo ontstaan er de vormen: -m, -em, -om, -öm en -am.

### Met -v beginnende uitgangen
Er zijn enkele met een -v beginnende naamvalsuitgangen (-val/-vel; -vá/-vé), waarvan de beginmedeklinker assimileert met de eindklinker van het woord waarachter deze wordt geplaatst. Als er een eindklinker is, blijft de -v staan. Voorbeeld: de instrumentalis heeft de vormen -val/-vel = met, waarbij de -v wordt aangepast aan de eind-medeklinker.
Voorbeelden: a macskával = met de kat, az ablakkal = met het raam.

## Onveranderlijke, verlagende en alternerende stammen
Als standaard wordt beschouwd de stam die zelf niet veranderlijk is en niet verlagend werkt op de uitgangen. 
Voorbeelden: nap→napot (accusatief) = zon, dag, kert → kertek = tuin, tuinen, bőrönd → bőröndök = koffer, koffers
Als de uitgang een instabiele beginklinker (ook wel bindklinker genoemd) heeft, vervalt deze na een stam eindigend op een klinker. Niet elke met een klinker beginnende uitgang is instabiel, zoals -ig, -ért.
Voorbeeld van instabiele beginklinkers bij de uitgang: holló → hollót (accusatief) = raaf, kocsi → kocsik = auto's.

### Stameinde -a/-e
Als de stam eindigt op -a/-e worden deze eindklinkers worden verlengd tot -á/-é en de instabiele beginklinker van de uitgang vervalt. Dit wordt beschouwd als een standaard uitzondering. Iets vergelijkbaars geldt voor leenwoorden eindigend op -o/-ö, die verlengd worden tot -ó/-ő. Deze stammen worden niet tot de "verandelijke stam" gerekend. 
Voorbeelden: kutya→kutyák = hond, honden, lecke→leckét (accusatief) = les, piano→pianót (een leenwoord!).
Een uitzondering op de verlenging van -a/-e vindt plaats bij een aantal uitgangen, zoals -i, -ként, -kor, -ság/-ség, -szerű en -szor/-szer/-ször.
Voorbeelden: megyei = van het komitaat, kutyaként = als een hond, butaság = domheid, faszerű = boomachtig, houtachtig, lambdaszor = maal lambda (Λ)

### Alternerende en verlagende stammen
Hoewel de meeste de stammen waarachter de uitgangen geplaatst worden onveranderlijk zijn, zijn er enkele groepen alternerende stammen te onderscheiden, die veranderen onder invloed van bepaalde uitgangen.
Daarnaast hebben sommige stammen invloed op toe te voegen uitgangen, zoals stammen die eindigen op een klinker en de verlagende stammen. De alternerende stammen zijn meestal tevens verlagende stammen, maar er is ook een groep onveranderlijke verlagende stammen.

### Verlagende stam
Een verlagende stam is een stam die de vorm van met een klinker beginnende uitgangen veranderen (zoals voor m.v. = meervoud, voor de 4de naamval = accusatief en voor verschillende bezitsaanduidingen) in samenhang met de klinkerharmonie, en daarbij de klinker van de uitgang "ontrondt".
Ontronding houdt in dat een klinker verschuift van een hogere naar een lagere klinker zoals ö → e of o → a. Een dergelijke ontronding vindt onder andere plaats bij achtervoegsel bij:
- een groot aantal zelfstandige naamwoorden, waarvan veel ook een alternerende stam hebben;
- sommige zelfstandig gebruikte telwoorden
voorbeelden: három = drie, hármat (accusatief) látok = ik zie er drie
- vrijwel alle zelfstandig gebruikte bijvoeglijke naamwoorden (uitzondering: nagy = groot)
voorbeelden: Piros = rood, A pirosat (accusatief) kérem = De rode wil ik; Vörös = rood, Iszom egy vöröset (accusatief) = Ik drink een rode.

Na een verlagende stam komen van enkele drie-harmonische vormen met "instabiele beginklinker" aangepaste uitgangen voor. De beginklinker van een dergelijke uitgang kan vervallen (bijvoorbeeld na een stam die eindigt op een klinker), of vervangen worden door verlaagde twee-harmonische vormen.
voorbeelden: orr = neus, orram (bezit, 1ste pers. e.v.) = mijn neus, fül = oor, füled (bezit 2de pers. e.v.) = jouw oor.
In het woordenboek staat een verlagende stam aangegeven met een voorbeeld van een verlaagde bindvocaal door -ak of -at achter de stam. Verlagende stammen zijn grotendeels onregelmatig (alternerend), maar niet alle. Voorbeelden van verlagende stammen zijn:
1. regelmatige stam: fal = muur, falak (m.v.) = muren, falat (accusatief) = muur
2. onregelmatige stam: ló = paard, lovak (m.v.) = paarden, lovat (accusatief) = paard

Niet alleen stammen, maar ook enkele uitgangen kunnen verlagend zijn, zoals meervoudsuitgangen en bezitsuitgangen:
- alle meervouden van zelfstandige naamwoorden, bijvoorbeeld: kutyák → kutyákat (accusatief) = honden
- alle bezitsuitgangen van zelfstandige naamwoorden, bijvoorbeeld: kutyám (bezit 1ste pers. e.v.) → kutyámat (bezit 1ste pers. e.v., accusatief) = mijn hond

### Alternerende stam
Een alternerende stam is een stam die verandert onder invloed van een toegevoegde uitgang. Een dergelijke stam is veelal ook een verlagende stam. Deze woorden worden in het woordenboek in het algemeen met een voorbeeld vermeld.
Alternerende stammen komen voor bij zelfstandige naamwoorden, maar ook bijvoorbeeld bij sommige bijvoeglijke naamwoorden en telwoorden. Een speciale groep vormen de stammen die veranderlijk zijn bij een derde persoon bezitsuitgang. De 4de naamval voor het lijdend voorwerp wordt standaard aangegeven door de uitgangen -ot/-et/-öt. Bij verlagende stammen worden de uitgangen -at/-et. Dit geldt onder andere achter meervoudsuitgangen, bezitsuitgangen, zelfstandig gebruikt bijvoeglijke naamwoorden en achter veel zelfstandige naamwoorden.
De instabiele beginklinker van de uitgang voor de 4de naamval vervalt en wordt -t achter een stam eindigend op een klinker, of achter een niet-verlagende stam, eindigend op -sz, -z, -s, -zs, -j, -ly, -l, -r, -n of -ny.

## Schema met voorbeelden
| Uitgangen en onveranderlijke, verlagende of alternerende stammen van naamwoorden, telwoorden, achterzetsels |                                                    |                                                    |                              |                                                                                                   |                                     |                                     |                                     |                                              |
| Stam van: naamwoorden, telwoorden, achterzetsels ↓                                                          | Stam van: naamwoorden, telwoorden, achterzetsels ↓ | Stam van: naamwoorden, telwoorden, achterzetsels ↓ |                              | Uitgangen, suffixen, achtervoegsels                                                               | Uitgangen, suffixen, achtervoegsels | Uitgangen, suffixen, achtervoegsels | Uitgangen, suffixen, achtervoegsels | Uitgangen, suffixen, achtervoegsels          |
| Stam van: naamwoorden, telwoorden, achterzetsels ↓                                                          | Stam van: naamwoorden, telwoorden, achterzetsels ↓ | Stam van: naamwoorden, telwoorden, achterzetsels ↓ | met beginklinker             | met beginklinker                                                                                  | met beginklinker                    | met beginklinker                    | met begin- medeklinker              |                                              |
| Stam van: naamwoorden, telwoorden, achterzetsels ↓                                                          | Stam van: naamwoorden, telwoorden, achterzetsels ↓ | Stam van: naamwoorden, telwoorden, achterzetsels ↓ | 3-harmonisch meest instabiel | 2-harmonisch instabiel                                                                            | accusatief 3-harmonisch instabiel   | stabiel 1-harmonisch                | met begin- medeklinker              |                                              |
| Stam van: naamwoorden, telwoorden, achterzetsels ↓                                                          | Stam van: naamwoorden, telwoorden, achterzetsels ↓ | Stam van: naamwoorden, telwoorden, achterzetsels ↓ | voorbeelden → ↓              | -ok/-ek/-ök, -ak/-ek, k -om/-em/-öm, -am/-em, -m -odik/-edik/-ödik, -adik/-edik -on/-en/-ön, -n ! | -unk/-ünk, -nk                      | -ot/-et/-öt, -at/-et, -t            | -é, -ig, -ért                       | -hoz/-hez/-höz -nál/-nél -ban/-ben -val/-vel |
| Eindklinker -a/-e standaard verlengend -á/-é                                                                | Eindklinker -a/-e standaard verlengend -á/-é       | Eindklinker -a/-e standaard verlengend -á/-é       | kutya = hond                 | kutyák                                                                                            | kutyánk                             | kutyát                              | kutyáé                              | kutyához                                     |
| Eindklinker -a/-e standaard verlengend -á/-é                                                                | Eindklinker -a/-e standaard verlengend -á/-é       | Eindklinker -a/-e standaard verlengend -á/-é       | lecke = les                  | leckétek                                                                                          | leckénk                             | leckét                              | leckéért                            | leckével                                     |
| Onveranderlijke stam                                                                                        | Onveranderlijke stam                               | eindklinker niet verlengend (niet -a/-e)           | holló = raaf                 | hollók                                                                                            | hollónk                             | hollót                              | hollóé                              | hollóval                                     |
| Onveranderlijke stam                                                                                        | Onveranderlijke stam                               | eindklinker niet verlengend (niet -a/-e)           | kocsi = wagen                | kocsim                                                                                            | kocsink                             | kocsit                              | kocsiig                             | kocsiban                                     |
| Onveranderlijke stam                                                                                        | Onveranderlijke stam                               | eindklinker niet verlengend (niet -a/-e)           | fésű = kam                   | fésűn                                                                                             | fésűnk                              | fésűt                               | fésűért                             | fésűhöz                                      |
| Onveranderlijke stam                                                                                        | Onveranderlijke stam                               | regelmatig (standaard)                             | nap = dag, zon               | napod                                                                                             | napunk                              | napot                               | napig                               | napal                                        |
| Onveranderlijke stam                                                                                        | Onveranderlijke stam                               | regelmatig (standaard)                             | kert = tuin                  | kerted                                                                                            | kertünk                             | kertet                              | kerté                               | kertel                                       |
| Onveranderlijke stam                                                                                        | Onveranderlijke stam                               | regelmatig (standaard)                             | öt = 5, vijf                 | ötödik                                                                                            | ötünk                               | öt                                  | ötig                                | öthöz                                        |
| Onveranderlijke stam                                                                                        | Onveranderlijke stam                               | regelmatig (standaard)                             | bőrönd = koffer              | bőröndötök                                                                                        | bőröndünk                           | bőröndöt                            | bőröndért                           | bőröndben                                    |
| Onveranderlijke stam                                                                                        | Onveranderlijke stam                               | regelmatig, accusatief ingekort                    | lány = meisje                | lányok                                                                                            | lányunk                             | lányt                               | etcetera és a többiek               | etcetera és a többiek                        |
| Onveranderlijke stam                                                                                        | Onveranderlijke stam                               | regelmatig, accusatief ingekort                    | kés = mes                    | kések                                                                                             | késünk                              | kést                                | etcetera és a többiek               | etcetera és a többiek                        |
| Onveranderlijke stam                                                                                        | Onveranderlijke stam                               | regelmatig, accusatief ingekort                    | gőz = damp                   | gőzök                                                                                             | gőzünk                              | gőzt                                | etcetera és a többiek               | etcetera és a többiek                        |
| Onveranderlijke stam                                                                                        | Onveranderlijke stam                               | verlagende stam                                    | fal = muur                   | falak, falon                                                                                      | falunk                              | falat                               | etcetera és a többiek               | etcetera és a többiek                        |
| Onveranderlijke stam                                                                                        | Onveranderlijke stam                               | verlagende stam                                    | fej = hoofd                  | fejem, fejen                                                                                      | fejünk                              | fejet                               | etcetera és a többiek               | etcetera és a többiek                        |
| Onveranderlijke stam                                                                                        | Onveranderlijke stam                               | verlagende stam                                    | szög = spijker, hoek         | szögek, szögön                                                                                    | szögünk                             | szöget                              | etcetera és a többiek               | etcetera és a többiek                        |
| Onveranderlijke stam                                                                                        | Onveranderlijke stam                               | verlagend bijna alle bijvoeglijke naamwoorden      | piros = rood                 | pirosak, piroson                                                                                  | pirosunk                            | pirosat                             | etcetera és a többiek               | etcetera és a többiek                        |
| Onveranderlijke stam                                                                                        | Onveranderlijke stam                               | verlagend bijna alle bijvoeglijke naamwoorden      | fehér = wit                  | fehérek, fehéren                                                                                  | fehérünk                            | fehéret                             | etcetera és a többiek               | etcetera és a többiek                        |
| Onveranderlijke stam                                                                                        | Onveranderlijke stam                               | verlagend bijna alle bijvoeglijke naamwoorden      | zöld = groen                 | zöldek, zöldön                                                                                    | zöldünk                             | zöldet                              | etcetera és a többiek               | etcetera és a többiek                        |
| Alter- nerende (verander- lijke) stam                                                                       | klinker- verliezend                                | (niet verlagend)                                   | dolog = ding                 | dolgok                                                                                            | dolgunk                             | dolgot                              | etcetera és a többiek               | etcetera és a többiek                        |
| Alter- nerende (verander- lijke) stam                                                                       | klinker- verliezend                                | (niet verlagend)                                   | eper = aardbei               | eprek                                                                                             | eprünk                              | epret                               | etcetera és a többiek               | etcetera és a többiek                        |
| Alter- nerende (verander- lijke) stam                                                                       | klinker- verliezend                                | (niet verlagend)                                   | köröm = nagel                | körmök                                                                                            | körmünk                             | körmöt                              | etcetera és a többiek               | etcetera és a többiek                        |
| Alter- nerende (verander- lijke) stam                                                                       | klinker- verliezend                                | verlagende stam                                    | bátor = dappere              | bátrak                                                                                            | bátrunk                             | bátrat                              | etcetera és a többiek               | etcetera és a többiek                        |
| Alter- nerende (verander- lijke) stam                                                                       | klinker- verliezend                                | verlagende stam                                    | három = 3, drie              | harmadik                                                                                          | hármunk                             | hármat                              | etcetera és a többiek               | etcetera és a többiek                        |
| Alter- nerende (verander- lijke) stam                                                                       | klinker- verliezend                                | verlagende stam                                    | birodalom = rijk             | birodalmak                                                                                        | birodalmunk                         | birodalmat                          | etcetera és a többiek               | etcetera és a többiek                        |
| Alter- nerende (verander- lijke) stam                                                                       | klinker- verliezend                                | verlagende stam                                    | érzelem = gevoel, emotie     | érzelmek                                                                                          | érzelmünk                           | érzelmet                            | etcetera és a többiek               | etcetera és a többiek                        |
| Alter- nerende (verander- lijke) stam                                                                       | klinker- verliezend                                | letter- omwisseling                                | pehely = vlok                | pelyhek                                                                                           | pelyhünk                            | pelyhet                             | etcetera és a többiek               | etcetera és a többiek                        |
| Alter- nerende (verander- lijke) stam                                                                       | klinker- verliezend                                | letter- omwisseling                                | teher = gewicht              | terhek                                                                                            | terhünk                             | terhet                              | etcetera és a többiek               | etcetera és a többiek                        |
| Alter- nerende (verander- lijke) stam                                                                       | klinkerverkortende, verlagende stam                | klinkerverkortende, verlagende stam                | madár = vogel                | madarak                                                                                           | madarunk                            | madarat                             | etcetera és a többiek               | etcetera és a többiek                        |
| Alter- nerende (verander- lijke) stam                                                                       | klinkerverkortende, verlagende stam                | klinkerverkortende, verlagende stam                | egér = muis                  | egerek                                                                                            | egerünk                             | egeret                              | etcetera és a többiek               | etcetera és a többiek                        |
| Alter- nerende (verander- lijke) stam                                                                       | klinkerverkortende, verlagende stam                | klinkerverkortende, verlagende stam                | tűz = vuur                   | tüzek                                                                                             | tüzünk                              | tüzet                               | etcetera és a többiek               | etcetera és a többiek                        |
| Alter- nerende (verander- lijke) stam                                                                       | v-stam, verlagend                                  | v-toevoegend, eindklinker- verkortend              | ló = paard                   | lovak                                                                                             | lovunk                              | lovat                               | etcetera és a többiek               | etcetera és a többiek                        |
| Alter- nerende (verander- lijke) stam                                                                       | v-stam, verlagend                                  | v-toevoegend, eindklinker- verkortend              | cső                          | csövek                                                                                            | csövünk                             | csövet                              | etcetera és a többiek               | etcetera és a többiek                        |
| Alter- nerende (verander- lijke) stam                                                                       | v-stam, verlagend                                  | v-toevoegend, eindklinker- verkortend              | fű = gras                    | füvek                                                                                             | füvünk                              | füvet                               | etcetera és a többiek               | etcetera és a többiek                        |
| Alter- nerende (verander- lijke) stam                                                                       | v-stam, verlagend                                  | v-toevoegend, ontrondend                           | hó = sneeuw                  | -                                                                                                 |                                     | havat, hót                          | etcetera és a többiek               | etcetera és a többiek                        |
| Alter- nerende (verander- lijke) stam                                                                       | v-stam, verlagend                                  | v-toevoegend, ontrondend                           | tó = meer                    | tavak                                                                                             | tavunk                              | tavat                               | etcetera és a többiek               | etcetera és a többiek                        |
| Alter- nerende (verander- lijke) stam                                                                       | v-stam, verlagend                                  | eindklinker in v veranderend                       | falu = dorp                  | falvak, faluk                                                                                     | falunk                              | falut !                             | etcetera és a többiek               | etcetera és a többiek                        |
| Alter- nerende (verander- lijke) stam                                                                       | v-stam, verlagend                                  | eindklinker in v veranderend                       | tetű = luis                  | tetvek                                                                                            | tetűnk                              | tetűt !, (tetvet)                   | etcetera és a többiek               | etcetera és a többiek                        |
| Alter- nerende (verander- lijke) stam                                                                       | bij bezit 3de persoon enkelvoud                    | eindklinker                                        | stam (enkelvoud)             | meervoud                                                                                          | bezitssuffix 3depers.               | bezitssuffix 3depers.               | etcetera és a többiek               | etcetera és a többiek                        |
| Alter- nerende (verander- lijke) stam                                                                       | bij bezit 3de persoon enkelvoud                    | ontrondend                                         | ajtó = deur                  | ajtók                                                                                             | ajtaja                              | ajtaja                              | etcetera és a többiek               | etcetera és a többiek                        |
| Alter- nerende (verander- lijke) stam                                                                       | bij bezit 3de persoon enkelvoud                    | ontrondend                                         | erdő = bos                   | erdők                                                                                             | erdeje                              | erdeje                              | etcetera és a többiek               | etcetera és a többiek                        |
| Alter- nerende (verander- lijke) stam                                                                       | bij bezit 3de persoon enkelvoud                    | alternerend                                        | borju = kalf                 | borjuk                                                                                            | borja                               | borja                               | etcetera és a többiek               | etcetera és a többiek                        |
| Alter- nerende (verander- lijke) stam                                                                       | bij bezit 3de persoon enkelvoud                    | alternerend                                        | varju = kraai                | varjuk                                                                                            | varja                               | varja                               | etcetera és a többiek               | etcetera és a többiek                        |